# Thorybopus
Thorybopus is een geslacht van weekdieren uit de klasse van de Gastropoda (slakken).

## Soort
- Thorybopus lophatus Bouchet, 1977